# Zyzomys palatilis
Zyzomys palatilis é uma espécie de roedor da família Muridae.
Apenas pode ser encontrada na Austrália.